# Regla biogeográfica

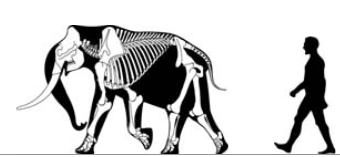
El mamut pigmeo es un ejemplo de la regla de la isla (o regla de Foster), siendo éste generalmente de menor talla que sus parientes continentales, mejorando así el aprovechamiento de recursos insulares.

Se conoce como regla biogeográfica a la descripción geográfica de diferentes patrones fisiológicos de animales y plantas, que determina cómo se distribuyen las especies en el mundo. Muchos de estos patrones regulares se les denomina según los nombres de aquellos que primero las describieron.

## Ejemplos de reglas
- Regla de Allen: relaciona la forma de los cuerpos (y sus proporciones) de animales endotermos con la variación climática de la temperatura, de modo que se minimiza la superficie expuesta en climas fríos (menor relación entre superficie y volumen de un cuerpo) y se maximiza en climas cálidos para aumentar el intercambio calórico con el ambiente. La regla fue descrita por Joel Asaph Allen en 1877.[1][2]

- Regla de Bergmann: para un clado taxonómico concreto de amplia distribución geográfica, especies de mayor tamaño suelen encontrarse en regiones frías, mientras que especies de menor tamaño en ambientes cálidos. La regla es válida, con excepciones, tanto para mamíferos como para aves. El fisiólogo y anatomista Carl Bergmann describió la regla en 1847.[3][4][5][6][7]

- Regla de Cope: el tamaño corporal de linajes de poblaciones animales tiende a aumentar durante el período evolutivo. El palaeontologo Edward Drinker Cope describió la regla por primera vez.[8][9]

- Regla de Foster (o la regla de la isla): el tamaño corporal de algunas especies varía según la cantidad de recursos disponibles en el ambiente.[10][11][12] La regla fue descrita por J. Bristol Foster en 1964 en Nature, en un artículo llamado "The evolution of mammals on islands".[13] En el artículo se describe lo que posteriormente se denominó enanismo insular.

- Regla de Gause (o el principio de exclusión competitiva): dos o más especies que compiten por el mismo nicho ecológico no pueden coexistir indefinidamente con valores poblacionales constantes. Esto conlleva o bien la extinción de una de las especies (la que explota el nicho menos eficientemente) o un cambio evolutivo o de comportamiento hacia un nicho ecológico diferente (posible especiación).[14]

- Regla de Gloger: para individuos de especies endotermas, las formas más pigmentadas (de piel, pelaje o plumaje más oscuros) suelen encontrarse en ambientes más cálidos y húmedos, como por ejemplo cerca del ecuador, mientras que las más claras en latitudes mayores. La regla fue nombrada así por el zoólogo Constantin Wilhelm Lambert Gloger, quien la describió en 1833.[15][16]

- Regla de Haldane: si en una especie híbrida sólo uno de los sexos es estéril, entonces ese sexo es usualmente el sexo heterogamético. El sexo heterogamético es el que tiene dos cromosomas sexuales diferentes; en mamíferos, éste es el macho, con cromosomas XY. La regla se nombró a partir de J.B.S. Haldane.[17]

- Regla de progresión de Hennig: en un determinado grupo cladístico de especies, aquellas con los caracteres más primitivos se encuentrarán en la parte más temprana de la zona, y será el centro de origen de ese grupo. Fue Willi Hennig quien describió la regla, y tran quien toma el nombre.[18][19]

- Regla de Jordan: existe una relación inversamente proporcional entre la temperatura del agua y ciertas características merísticas tales como el número de rayas en las aletas, de vértebras o de escamas, que aumentan con la disminución de la temperatura. Nombrada David Starr Jordan, padre de la ictiología estadounidense.[20]

- Regla de Rapoport: los rangos latitudinales de animales y plantas son generalmente más pequeños en latitudes bajas que en latitudes altas. Nombrada a partir del ecólogo argentino Eduardo H. Rapoport en 1989.[21]

- Regla de Rensch: para especies animales dentro de un linaje, establece que el dimorfismo sexual referente al tamaño corporal aumente (aumenta el tamaño del cuerpo ) cuando el macho es el sexo más grande y que disminuye a medida que el tamaño del cuerpo aumenta cuando la hembra es el sexo más grande. La regla se ha observado en primates, pinnipedos (focas), y artiofáctilos (ongulados como ganado y venado).[22] Recibe el nombre del ornitólogo Bernhard Rensch, quien la propuso en 1950.[23]

- Regla de Thorson: los invertebrados marinos del bentos tienden, en bajas latitudes, a producir grandes cantidades de huevos que se transforman en larvas pelágicas (frecuentemente planctotrofas), mientras que en latitudes mayores, tales organismos tienden a producir menos huevos, de mayor tamaño y lecitotrofos (que se alimentan de la yema), que producen descendencias de también mayor talla, frecuentemente vivíparos o ovovivíparos, que a menudo son incubados.[24] La regla toma su nombre de Gunnar Thorson tras 1971.[25]

## Validez
Existe cierto escepticismo entre los biogeógrafos sobre la utilidad de tales reglas generales. Así, por ejemplo, J.C. Briggs, en su libro de 1987 Biogeography and Plate Tectonics, comenta en cladistics sobre la regla de Willi Hennig: "ha sido generalmente útil", mas su regla de progresión es "sospechosa".